# KB Financial Group
KB Financial Group (кор. KB금융그룹) — вторая крупнейшая финансовая группа Республики Корея, созданная на основе Kookmin Bank, который был основан в 1963 году. Помимо банка группа также включает компанию по выпуску кредитных карт KB Kookmin Card, инвестиционную компанию KB Investment & Securities и страховую компанию KB Life Insurance. Штаб-квартира расположена в Сеуле. В 2021 году группа заняла 229-е место в списке Forbes Global 2000.

## История
Kookmin Bank был основан в 1963 году, основная часть капитала была предоставлена правительством Республики Корея. Он работал как коммерческий банк, в функции которого входило предоставление банковских услуг частным клиентам, малому и среднему бизнесу. В 1984 году Kookmin Bank начал кредитование через дочернюю компанию Кукмин Лизинг, а в 1987 году начал выпуск собственных банковских карт.
Корейское правительство начало медленно смещается в сторону приватизации банковской системы страны в конце 1980-х и начале 1990-х годов. Очередь Kookmin пришла в сентябре 1994 году, когда компания была зарегистрирована на Корейской фондовой бирже. В январе следующего года банк был официально приватизирован. Kookmin изменил своё название в том же году, став Kookmin Bank. В то же время, доля государства в банке снизилась до менее 24 процентов.
Kookmin продолжил свою экспансию в конце 1990-х годов, добавив филиал в Гонконге в 1996 году, а затем открыв офис в Окленде (Новая Зеландия) в 1997 году. В 1998 году банк также открыл свои филиалы в Бразилии и Аргентине.
Kookmin сравнительно мало пострадал в 1997 году во время краха банковской отрасли Кореи, которая требовала массовой финансовой помощи от Международного валютного фонда. Наоборот, ему удалось приобрести некоторые доли банков, которые в это время терпели неудачу. В 1998 году Kookmin согласился на просьбу правительства, о приобретении большей части обанкротившегося Daedong банка, добавив 49 отделений.
Вторая составляющая финансовой группы, Korea Housing Bank, была основана в 1967 году для обеспечения долгосрочными низкопроцентными ипотечными кредитами часть населения Южной Кореи с низким и средним уровнем доходов .Приватизация Korea Housing Bank началась в 1995 году с пересмотром законодательства. В начале 1996 года KHB изменила своё название, став Housing & Commercial Bank Кореи, или H & CB. Затем банк был включён в листинг Корейской фондовой биржи. В следующем году, приватизация H & CB была завершена. Во время приватизации H & CB потерял монополию на долгосрочное ипотечное кредитование и начал нести убытки.
Kookmin и H & CB подписали соглашение о слиянии в апреле 2001 года. Соглашение было представлено как слияние равных, несмотря на больший размер Kookmin. Руководство Kookmin призвало к роспуску обеих компаний и созданию нового банка, называемого Kookmin Bank. Слияние было завершено в ноябре того же года созданием холдинговой финансовой группы. К тому времени, Ким Юнтхэ был назначен главным исполнительным директором компании.
Интеграция двух банков прошла гладко. Банк установил современную систему информации и современные технологии, аналогичные тем, которые используется крупнейшими банками мира.
В конце 2006 году Kookmin Bank планировал поглотить Korea Exchange Bank, имеющий свои представительства в других странах, с целью облегчить операции с иностранной валютой и корпоративные банковские дела (так как Кунмин-банк более известен среди своих потребителей банковских услуг). Инвестиционный фонд Lone Star Funds сделал выбор в пользу Кукмин Банка в качестве основного претендента на покупку Korea Exchange Bank. Однако в декабре 2006 года поглощение не состоялось.
Служба финансового надзора Кореи 19 августа 2010 года оштрафовала руководителей и сотрудников Kookmin Bank за ошибки, допущенные при управлении банком и приведшие к убыткам. В частности, руководству Kookmin Bank вменялось в вину приобретение акций банка «ЦентрКредит» в августе 2008 года — в период глобального финансового кризиса. Первый руководитель банка Канг Чунг Вон был уволен с занимаемой должности; в течение последующих трёх лет он не будет иметь права занимать руководящие посты в финансовых институтах.

## Деятельность
Кукмин Банк совместно со своими дочерними компаниями, предоставляет коммерческие банковские услуги для физических лиц и малых и средних предприятий в Южной Корее. В первую очередь он участвует в формировании депозитов и предоставление ссуд. Депозиты компании включают депозиты до востребования, срочные вклады, сберегательные вклады и оборотные депозитные сертификаты. Предоставление займов включает в себя проблемные корпоративные займы, потребительские кредиты и выдачу кредитных карт. Компания предоставляет брокерские услуги по фьючерсным сделкам, занимается разработкой, управлением и брокерскими операциями, связанными с недвижимостью, предоставляет защиту инвестиционным трастовым компаниям и услуги инвестиционного консалтинга, а также страховые услуги и услуги по проверке кредитоспособности, участвует в валютных операциях и жилищном строительстве.
Кукмин Банк имеет 1132 отделения в Южной Корее и 3 отделения за пределами страны. Из 422 трлн южнокорейских вон ($384 млрд) активов на конец 2020 года 317 трлн составили выданные кредиты; размер принятых депозитов составил 319 трлн. Чистый процентный доход составил 6,4 трлн вон, а комиссионный доход 1,1 трлн вон. Основные подразделения:
- розничные банковские услуги, предоставляемые через Kookmin Bank
- выпуск и обслуживание кредитных карт
- страхование жизни
- другие виды страхования
- операции с ценными бумагами[3].

## Акционеры
Крупнейшие держатели акций группы на 2021 год:
- National Pension Service of Korea (9,7 %)
- KB Financial Group, Inc. (6,2 %)
- BlackRock Fund Advisors (2,6 %)
- The Vanguard Group (2,1 %)
- Hermes Investment Management Ltd. (2,1 %)
- Kb Financial Group, Inc. Employee Stock Ownership Association (1,7 %)
- Norges Bank Investment Management (1,5 %)
- Fidelity Management & Research Co. LLC (1,4 %)
- Samsung Asset Management Co., Ltd. (0,9 %)
- Schroder Investment Management Ltd. (0,6 %)[5]

### Социальная деятельность
Поддержка деятельности молодежи. Financial Group поддерживает различные образовательные и культурные проекты для детей и молодежи. Проекты состоят из программ, которые практически помогают росту молодежи, таких как «КБ молодёжный музыкальный колледж», который помогает обездоленным детям.
KB Financial Group установила инициативу экономического и финансового образования в качестве своей главной цели социального взноса, программа подразумевает вкладывание денег в улучшение образования